# Georgische presidentsverkiezingen 2000
De Georgische presidentsverkiezingen van 2000 vonden plaats op 9 april 2000. Zittend president Edoeard Sjevardnadze werd met bijna 80% van de stemmen overtuigend herkozen voor een tweede termijn, bij een opkomst van bijna 76% en een deelnemersveld van zes kandidaten. De verkiezingen gingen gepaard met verschillende onregelmatigheden vooraf en achteraf bij het stemmentellen. Op 30 april 2000 werd Sjevardnadze op 72-jarige leeftijd ingezworen.

## Achtergrond
De presidentsverkiezing van 2000 vond plaats in een maatschappelijke context van onvrede onder de bevolking over de staat van het land en de manier van regeren van Sjevardnadze. Zijn partij Burgerunie had enerzijds de parlementsverkiezingen van 1999 gewonnen, waarmee ze de meerderheid wist uit te bouwen en daarmee de politieke macht te consolideren. Dat was echter mede het gevolg van het verhogen van de kiesdrempel en een gebrek aan een geloofwaardig alternatief.

### Mislukt beleid
Onder Sjevardnadze was het land gestabiliseerd en in rustiger vaarwater gekomen, na de gewelddadige en roerige eerste helft van de jaren 1990. Hij beloofde in 1995 nog een miljoen banen te genereren, en economische groei te brengen. De economie kwam er echter niet bovenop en verslechterde eerder na een korte opleving, terwijl ook de corruptie welig tierde en de massale werkloosheid bleef. Gecombineerd met een dalende levenstandaard leidde dit tot toenemende gevoelens van uitzichtloosheid en apathie. Het was in deze periode dat het maatschappelijk middenveld zich sterker begon te organiseren tegen de "gecontroleerde democratie" van Sjevardnadze, de corruptie en de frauduleuze stembusgangen, wat uiteindelijk bijdroeg aan de voedingsbodem voor de Rozenrevolutie in 2003 en de val van Sjevardnadze.

## Kandidaten
Er meldden zich elf kandidaten voor de verkiezing, waarvan de centrale verkiezingscommissie er vier weigerde. De kleinzoon van Jozef Stalin, Jevgeni Dzjoegasjvili, werd uitgesloten omdat hij een Russisch staatsburger was en tevens niet voldeed aan de eis dat een kandidaat minimaal twee jaar in Georgië gewoond moest hebben. Hij leidde een stalinistische partij in Rusland en wilde niet alleen de Sovjet-Unie herstellen, maar ook een dictatuur zoals die had bestaan onder zijn grootvader invoeren. Een andere opvallende kandidaat die geweigerd werd was Igor Giorgadze, voormalig minister van Staatsveiligheid, die door de Georgische autoriteiten ervan werd beschuldigd in 1995 de aanslag op president Sjevardnadze te hebben georganiseerd. Sindsdien woonde Giorgadze in Moskou en voldeed dus op die grond niet aan de kandidaatseis.
De belangrijkste geregistreerde kandidaten waren president Edoeard Sjevardnadze, leider van de autonome republiek Adzjarië, Aslan Abasjidze en de voormalige communistische leider Dzjoember Patiasjvili. De andere vier kandidaten werd geen enkele kans toegedicht. Hieronder bevond zich de controversiële advocaat Kartlos Garibasjvili die in 1995 ook al meedeed en zei dat zijn programma niets gemeen had met dat van de andere kandidaten, omdat het "van een advocaat is, niet van een ambtenaar van de Communistische Partij". Zijn programma was gewijd aan mensenrechten, die hij beschreef als "vreemd aan een leider van de communistische partij zoals de kiwi voor Georgië is". Een andere opvallende maar marginale kandidaat was Tengiz Asanidze, die gratie had gekregen van president Sjevardnadze, maar door de Adzjaarse leider Abasjidze niet vrijgelaten werd uit de gevangenis in Batoemi. Asanidze trok zich een dag voor de verkiezingen terug, maar volgde daarvoor niet de juiste procedure. De twee anderen waren weinig bekende vertegenwoordigers van marginale politieke organisaties.

### Edoeard Sjevardnadze
In zijn campagne beloofde Edoeard Sjevardnadze dat hij zou zorgen voor de welvaart van het land, nadat hij in de voorgaande periode het voortbestaan en de stabiliteit van Georgië zeker had gesteld. Hij riep op tot de bestrijding van corruptie, de belastinginning op orde te brengen, en het inlossen van alle achterstallige lonen en pensioenen. Daarnaast wilde hij inzetten op de herinvoering van gratis onderwijs en gezondheidszorg, en deed hij toezeggingen zich in te spannen om de Abchazische en Zuid-Ossetische geschillen te beslechten. De Zuid-Osseetse leider Ljoedvig Tsjibirov sprak de hoop uit dat Sjevardnadze herkozen zou worden en beschreef Sjevardnadze als een man die zijn woord houdt en die "oprecht geïnteresseerd is in het oplossen van het Georgisch-Ossetische conflict" via politieke weg. Tsjibirov hoopte tevens dat de besprekingen met Georgië over de status van Zuid-Ossetië meteen na de verkiezingen hervat zouden worden.

### Aslan Abasjidze

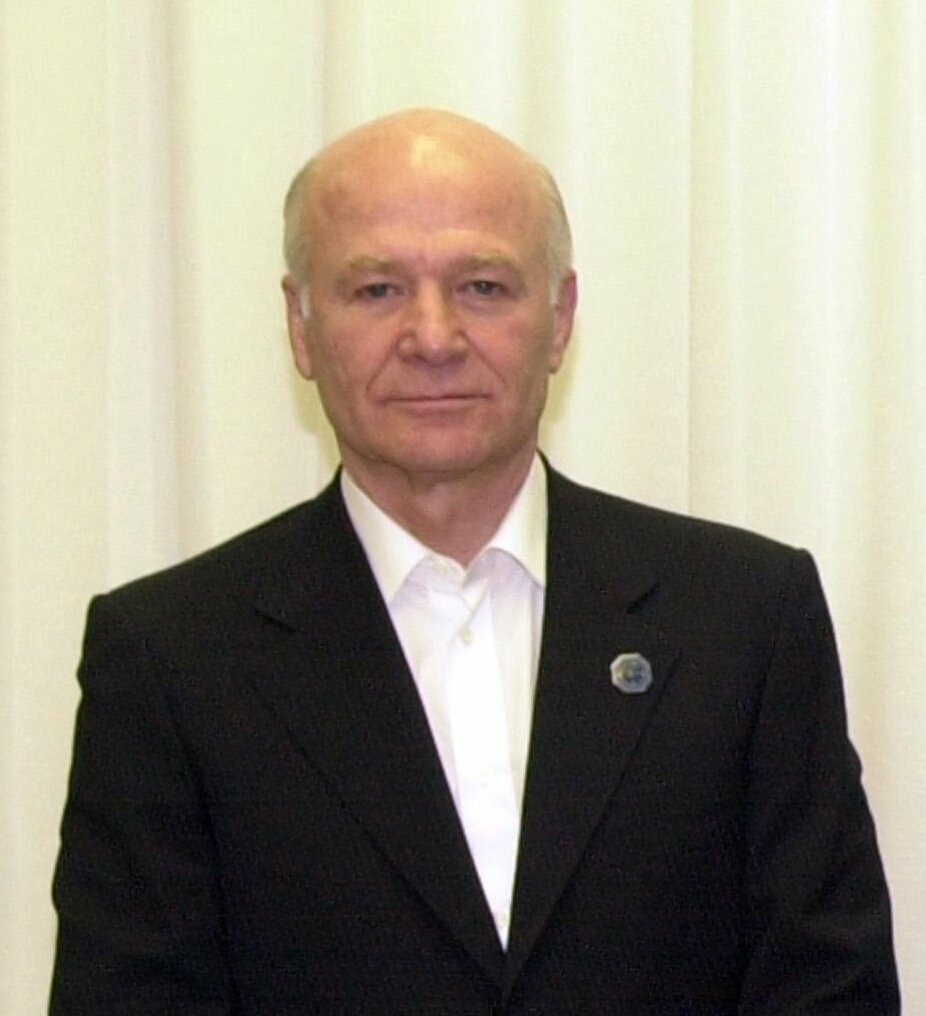
Aslan Abasjidze trok zich op het laatst terug.

Aslan Abasjidze was niet alleen leider van de autonome republiek Adzjarië, maar leidde ook de Batoemi Alliantie en zijn partij Unie voor Democratische Wedergeboorte die bij de parlementsverkiezingen van 1999 als tweede uit de bus kwam met 25% van de stemmen. Hij kondigde in 1999 al plannen aan om mee te doen met de presidentsverkiezingen, maar verwacht werd dat hij uiteindelijk zou afvallen omdat hij zich erg richtte op het bestieren van zijn regio als zijn eigen koninkrijk en geen geloofwaardige nationale leider zou zijn. In aanloop daar naartoe dreigde hij met een boycot om op die manier concessies af te dwingen bij regeringspartij Burgerunie ten aanzien van wijzigingen in de kieswet. 
Die boycot zou neerkomen op een boycot van de hele regio, omdat Abasjidze vrijwel het gehele electoraat in Adzjarië controleerde, ongeveer 10% van het Georgische totaal. Een dergelijke boycot zou negatief afstralen op de legitimiteit van de verkozen president, zeker ook omdat de afscheidingsgebieden Abchazië en Zuid-Ossetië voor het grootste deel ook al niet meededen. De strategie faalde toen een andere leider uit de Batoemi-Alliantie, Dzjoember Patiasjvili, zich kandidaat stelde en hoe dan ook mee wilde doen. Een dag voor de verkiezingen trok Abasjidze zich terug, waardoor de verkiezing een herhaling werd van 1995 tussen Sjevardnadze en Patiasjvili.

### Dzjoember Patiasjvili
Onder de slogan 'Verander het leven ten goede' voerde Dzjoember Patiasjvili campagne om armoede uit te bannen en een sociaal georiënteerde, gemengde economie tot stand te brengen door de introductie van vrije economische zones in de regio's van Georgië en het geven van een speciale status in de grondwet aan de autonome republieken Abchazië en Adzjarië. Dit laatste met als inzet om de territoriale integriteit van Georgië te waarborgen. Daarnaast drong hij aan op tot een strijd tegen corruptie,  en wilde hij afschaffing van de in zijn ogen "ongrondwettelijke" instelling van gouverneurs van de regio's die door de president worden aangewezen. Patiasjvili's kandidatuur werd gecompromitteerd door zijn nooit opgehelderde rol in de 'Tragedie van 9 april', de gewelddadige onderdrukking in 1989 van een anti-Sovjetdemonstratie in hoofdstad Tbilisi door het Sovjet-leger. Op het gebied van buitenlands beleid wilde hij een balans tussen samenwerking met het westen en een verbetering van de banden met Rusland.

### Peilingen
Volgens peilingen daalde de steun voor Sjevardnadze tot onder de 50% twee dagen voor de verkiezingen, niet genoeg voor een overwinning in één ronde. Ook de populariteit van Abasjidze daalde tijdens de campagne. In februari 2000 had hij volgens peilingen nog 12,4% steun, op 7 april 2000 was dat 4,3%. Patiasjvili daarentegen steeg in dezelfde periode juist in populariteit, van 5,7% naar 20%.

## Resultaten

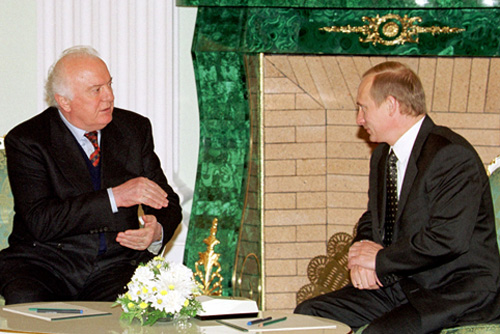
Zeven weken na zijn inzegening bezocht Sjevardnadze de net gekozen Russische president Vladimir Poetin.

Zittend president Edoeard Sjevardnadze werd ondanks kritiek op zijn falende economische beleid en de wijdverbreide werkloosheid en armoede, met een overtuigende meerderheid van bijna 80% van de stemmen herkozen. Net als bij de verkiezing in 1995 werd Dzjoember Patiasjvili tweede en behaalde bijna 400.000 stemmen, goed voor 16,7%. De overige vier kandidaten kregen slechts een marginaal aantal stemmen. Op 30 april 2000, met orthodox pasen, werd Sjevardnadze ingezworen. De beëdigingsceremonie vond buiten plaats op de trappen van het parlement van Georgië in hoofdstad Tbilisi en werd gevolgd door een militaire parade.
|                             | Edoeard Sjevardnadze        | Burgerunie van Georgië                       | 1.870.311 | 79,82 |
|                             | Dzjoember Patiasjvili       | Onafhankelijk                                | 390.486   | 16,66 |
|                             | Kartlos Garibasjvili        | Onafhankelijk                                | 7.863     | 0,34  |
|                             | Avtandil Dzjogildze         | Nationale Statenunie van Georgië "Mdzleveli" | 5.942     | 0,25  |
|                             | Vazja Zjghenti              | Progressieve Partij van Georgië              | 3.363     | 0,15  |
|                             | Tengiz Asanidze             | Onafhankelijk                                | 2.793     | 0,12  |
| Totaal                      | Totaal                      | Totaal                                       | 2.280.758 |       |
|                             |                             |                                              |           |       |
| Getelde stemmen             | Getelde stemmen             | Getelde stemmen                              | 2.280.758 |       |
| Missende stemmen            | Missende stemmen            | Missende stemmen                             | 62.418    | 2,66  |
| Totaal uitgebrachte stemmen | Totaal uitgebrachte stemmen | Totaal uitgebrachte stemmen                  | 2.343.176 | 100   |
| Kiesgerechtigden / opkomst  | Kiesgerechtigden / opkomst  | Kiesgerechtigden / opkomst                   | 3.088.925 | 75,86 |
| Bronnen: CESKO, OVSE, IFES. |                             |                                              |           |       |

## Verkiezingswaarneming
De centrale verkiezingscommissie accrediteerde tien internationale waarnemingsmissies, waarvan de missie van het Bureau voor Democratische Instellingen en Mensenrechten van de OVSE de belangrijkste was. Andere missies waren van de parlementaire assemblees van de OVSE en de Raad van Europa, de Amerikaanse organisaties International Republican Institute (IRI) en National Democratic Institute (NDI), de International Foundation for Electoral Systems (IFES), de Britse Helsinki Mensenrechtengroep, het Gemenebest van Onafhankelijke Staten (GOS) en de centrale verkiezingscommissie van Rusland. De OVSE-missie werd een maand voor de verkiezingen samengesteld op basis van een uitnodiging van de Georgische regering en bestond uit 18 lange-termijnwaarnemers en 147 waarnemers voor de verkiezingsdag, afkomstig uit 24 OVSE-lidstaten. De missie bezocht 742 van de 2.580 stembureaus in 72 van de 76 kiesdistricten in het land.

### Conclusies
Een dag na de verkiezing liet de OVSE-verkiezingswaarnemingsmissie in een voorlopige conclusie weten "dat Georgië aanzienlijke vooruitgang moet boeken om zijn verplichtingen als deelnemende staat van de OVSE volledig na te komen". De commissie deed deze kritische uitspraak op basis van misstanden die ze had waargenomen in aanloop naar de verkiezingsdag als op die dag, waar met name de telling van stemmen negatief opviel. De registratieprocedure van kandidaten werd als "niet transparant" omschreven, waardoor de schijn van machtsmisbruik en partijdigheid in het toetsingsproces ontstond. Ook gedroegen de autoriteiten volgens de OVSE zich tijdens de campagne niet onpartijdig, gaven ze actieve steun aan de zittende kandidaat Sjevardnadze, en hielden de staatsmedia zich niet aan de afspraken rond evenwichtige berichtgeving en zendtijd van kandidaten.
Daarnaast werden er enkele weken vóór de verkiezingen vrij substantiële wijzigingen in de kieswet doorgevoerd. Dit gebeurde weliswaar deels ook ten goede en op basis van aanbevelingen van de OVSE na de parlementsverkiezingen van 1999, maar het leidde op korte termijn tot verwarring bij de verkiezingsautoriteiten en politieke partijen. De OVSE was kritisch op de selectieve toepassing van een aantal wijzigingen die de invloed van de politieke machthebbers op de verkiezingsadministratie moest verminderen. De verkiezingsdag verliep volgens de waarnemers over het algemeen in een rustige sfeer. Toch werden er problemen gemeld in de regio's Imereti, Kvemo Kartli en Samegrelo. Zo werd er melding gemaakt van reeksen identieke handtekeningen op de kiezerslijsten, groepsstemmen en de aanwezigheid van onbevoegden in stembureaus zoals politie en lokale functionarissen.
De Amerikaanse Helsinki Commissie, waarin afgevaardigden van het Huis van Afgevaardigden en de Senaat zitten, documenteerde in een rapport naar aanleiding van de verkiezingen dat Georgische functionarissen  officieel en onofficieel hadden toegegeven dat de tellingen vervalst waren. Daarbij werd de blaam gelegd bij lokale functionarissen die Sjevardnadze een grote overwinning wilden bezorgen. Het was voor iedereen duidelijk dat Sjevardnadze in het deelnemersveld de onbetwiste winnaar zou zijn, maar de onwaarschijnlijke totalen werden bestempeld als "meer typerend voor Centraal-Aziatische dictaturen dan verwacht kan worden in het hervormingsgezinde Georgië", zo stelde het rapport.

## Reacties
De Verenigde Staten en de Europese Unie waren kritisch op de herverkiezing, maar keken niettemin uit naar verdere samenwerking om Georgië te democratiseren. Rusland benadrukte het belang van goede buurrelaties.
- Verenigde Staten - Het Amerikaanse ministerie van Buitenlandse Zaken feliciteerde president Sjevardnadze op 10 april 2000 met zijn herverkiezing en keek uit naar een hechte samenwerking "terwijl Georgië doorgaat met het opbouwen van een democratische, marktgerichte staat". Het ministerie onderschreef de conclusie van de OVSE-waarnemingsmissie "dat Georgië aanzienlijke vooruitgang moet boeken om zijn verplichtingen als deelnemende staat van de OVSE volledig na te komen". Het stelde ook dat het "belangrijk zal zijn voor Georgië om te blijven samenwerken met de OVSE, de Raad van Europa, niet-gouvernementele organisaties en anderen in de internationale gemeenschap om verder te bouwen aan een democratische toekomst op basis van vrije en eerlijke verkiezingen".[22]
- Rusland - Waarnemend president Vladimir Poetin feliciteerde Sjevardnadze op 11 april 2000 met zijn herverkiezing. Poetin zei in een verklaring dat hij geloofde dat Georgië onder Sjevardnadze's leiding "verdere vooruitgang zal boeken bij het democratiseren van zijn samenleving, het versterken van zijn staat en het faciliteren van economisch herstel". Hij stelde daarbij dat de verwezenlijking van deze doelstellingen niet alleen de aspiraties van het Georgische volk maar ook de belangen van Rusland zou dienen en dat Rusland zich onveranderlijk inzet voor vriendschap met Georgië. Hij was ervan overtuigd dat beide landen er door de gezamenlijke inspanningen in zullen slagen "om een nieuwe impuls te geven aan de bilaterale betrekkingen van goed nabuurschap".[23]
- Europese Unie - Het voorzitterschap van de Europese Unie feliciteerde Sjevardnadze op 20 april 2000 in een verklaring met zijn herverkiezing. De EU-voorzitters spraken de hoop uit dat de continuering van de regering Sjevardnadze bij zou dragen tot de verdere democratisering van het land en de bevordering van de benodigde hervormingen. Ze betreurden niettemin het verkiezingsproces en het feit dat Georgië "in dit verband nog geen uitvoering heeft gegeven aan de conclusies van de Samenwerkingsraad van oktober 1999 en van het Samenwerkingscomité van februari 2000". Ze betreurden tevens de "ernstige onregelmatigheden bij het verloop van deze verkiezingen, waaronder gevallen van onrechtmatige stembusvulling, gekleurdheid van de media, gebrek aan transparantie bij het tellen van de stemmen, en de vele hinder waarmee internationale waarnemers werden geconfronteerd".[24]
- Estland - Daags na de verkiezing feliciteerde de Estse president Lennart Meri zijn Georgische ambtsgenoot met de herverkiezing en wenste hem "veel succes en prestaties bij het leiden van Georgië op het pad van democratie en nationale integratie".[25]